# Galerie Vanessa Quang
La galerie Vanessa Quang est une galerie d'art parisienne, créée en 2000, spécialisée dans l'art contemporain.

## Historique
Vanessa Quang quitte des domaines d'activités plus rétribuants, tels que le BTP, le conseil en stratégie et la vente immobilière sur Internet pour lancer cette galerie d'art en 2000,, voulant faire connaître et soutenir l'art contemporain. Tournée vers la jeune création, cette galerie représente des artistes créateurs de photographies, de vidéos, d'installations. Elle est installée initialement rue Saint-Roch, quartier du Palais-Royal à Paris, puis dans le quartier du Marais sept ans plus tard : en novembre 2007, elle inaugure de nouveaux locaux au 7, rue des Filles-du-Calvaire, dans le 3e. En mai 2011, la galerie se déplace au 5bis rue de Beauce pour revenir en 2013 au 7, rue des Filles-du-Calvaire (dans ce quartier du Marais). Le quartier du Marais est alors en pleine évolution, notamment comme lieu de promotion de l'art contemporain, à la suite de la création, à sa marge, du Centre Beaubourg,.
Toujours pour favoriser le développement du marché de l'art parisien, dans la deuxième moitié des années 2000, à une époque où la FIAC semble en partie en perte de vitesse, Vanessa Quang crée avec un collectif d'autres galeristes et historiens d'art, dont Magda Danysz, Éric Dupont et  Christine Ollier , une manifestation en même temps que la FIAC, Show Off,,,. « On voulait faire quelque chose pour Paris. On en avait assez d'entendre les professionnels dire : je préfère aller à Cologne ou à Londres », explique ainsi Magda Danysz.
Pour autant, la galerie Vanessa Quang ne néglige pas sa présence dans des manifestations artitiques internationales à l'étranger, telles Photo London en 2015, ou encore Art Stage Singapore. 
Vanessa Quang est faite chevalier dans l'Ordre des Arts et des Lettres, en 2007.

## Artistes représentés
- Reynald Drouhin
- Choi Jeong Hwa
- Pekka Jylhä (fi)
- Jari Silomäki (fi)
- Lydia Venieri (en)